# Satya

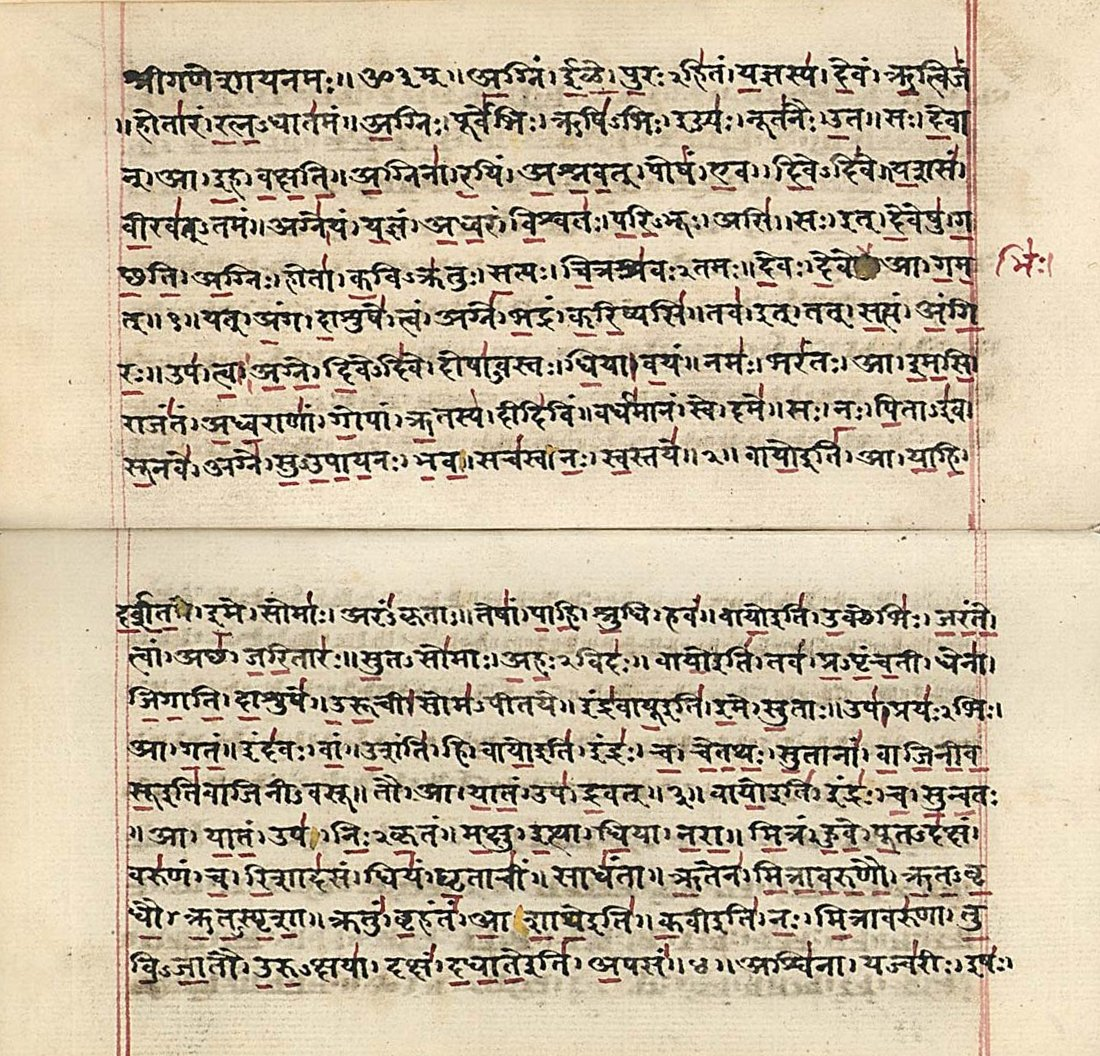
Satya es un concepto y virtud importante en las religiones indias. El Rigveda, que data del II milenio a. C., ofrece el más temprano debate sobre la satya. Puede verse, por ejemplo, en la quinta y sexta líneas, en la imagen de este manuscrito del Rigveda.

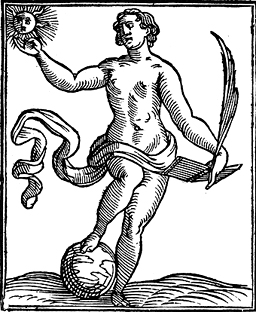
Alegoría de la verdad.

Emblema nacional de la India con su lema Satyameva Jayate: 'Solo la verdad triunfa'.

Satiá es una palabra sánscrita que significa ‘verdad’ o ‘correcto’.

## Según Monier Williams
De acuerdo con el Sanskrit-English Dictionary del sanscritólogo británico Monier Monier-Williams (1819-1899), satiá significa:
- verdad, realidad.[3]
  - satiena: ‘verdaderamente, ciertamente, realmente’
  - kásmāt sátyāt: ‘¿por qué razón, cómo es que eso es así?’
  - tena satiena: ‘por esa razón, así verdaderamente’
  - yathā-tena satiena o yathā evaṃ satiena: ‘tal como es verdaderamente’.
- verdadero, real, genuino, sincero, honesto, veraz, fiel, puro, virtuoso, bueno; exitoso, efectivo, válido (satiáṃ-kṛi: ‘hacer realidad, ratificar, completar’).[3]
- verdad, en el budismo.
  - Los budistas creen que la verdad es de dos tipos: saṃvṛiti-satiám (verdad por consentimiento general) y paramārtha-satiám (‘verdad autoevidente’, axioma).[4]
- hablar la verdad, sinceridad, veracidad.[5]
- aseveración solemne, voto, promesa, juramento (satiáṃ chikīrṣamāṇa: ‘desear cumplir la promesa de uno’).[6]
- conclusión demostrada, dogma.[7]
- la cualidad de la bondad, de la pureza o del conocimiento.[8]
- satiá iugá o kritá iugá la primera de las cuatro eras o iugás.[9]
- Satiáloka (‘planeta de la verdad’): el más alto de los siete lokas o planetas, la morada del dios Brahmá de cuatro cabezas.[10]
- nombre del noveno kalpa.[11]
- el árbol áshuata (Ficus religiosa, higuera sagrada, pipal o árbol bo), que no se debe confundir con el árbol baniano (Ficus bengalensis) o higuera de la India).[9]
- nombre del dios Vishú.[9]
- nombre del rey-dios Ramachandra.[9]
- nombre de un ser sobrenatural.[12]
- nombre de una deidad que preside sobre la ceremonia Nāndī-Mukha shraddha.[9]
- nombre de uno de los dioses Vishwedevas.[13]
- otro nombre de Viāsa.[13]
- nombre de un hijo de Javir Dhana.[14]
- nombre de un hijo de Vitatia.[15]
- nombre de uno de los siete rishis en varios manu antaras.[16]
- Satiá Acharia: astrónomo hindú, autor del Jora shastra.[17]
- en plural, nombre de una clase de dioses en varios manu antaras.[18]
- un arma mítica particular.[19]
- nombre de los 7 viajriti.[9]
- satiá o udaka: agua.[20]
- Satiá (o Satiá Prayāpateḥ) nombre de un sāman.[21]

## En el budismo
El término satiá se traduce como ‘verdad, correcto’, tal como satiá vishwas (‘creencia correcta’), satiá karma (‘acción correcta’), etc.
Buda llamaba a las cuatro nobles verdades aria satiá ‘verdades de los nobles [arios]’.

## En el jainismo
El jainismo considera satiá ser uno de sus principios de cinco bases y todo el sadhus debe tomar un voto para adherirse a él.

## Lema nacional de la India
El lema nacional de la república de la India es Satyameva Jayate, que aparece inscrito en la parte inferior de su emblema, en escritura devanagari y que se traduce literalmente como 'Solo la verdad triunfa'.